# Paul Manning (Eishockeyspieler)
Paul Manning (* 15. April 1979 in Red Deer, Alberta) ist ein ehemaliger kanadischer Eishockeyspieler, der zuletzt bei den Hannover Scorpions aus der Deutschen Eishockey Liga unter Vertrag stand.

## Karriere
Manning begann seine Karriere 1997 am Colorado College, für das er am Spielbetrieb der US-amerikanischen Collegesport-Organisation National Collegiate Athletic Association teilnahm. Dort spielte Manning vier Jahre und konnte als Verteidiger verhältnismäßig gute Statistiken aufweisen, sodass ihn die Calgary Flames während des NHL Entry Draft 1998 in der dritten Runde an insgesamt 62. Stelle auswählten, aber kurz nach dem Draft zu den Columbus Blue Jackets transferierten.
Zur Saison 2001/02 wechselte Manning zunächst zum Farmteam der Blue Jackets, die Syracuse Crunch aus der American Hockey League. Nachdem er dort gute Leistungen gezeigt hatte, durfte sich der Kanadier in der Saison 2002/03 auch in der National Hockey League beweisen, allerdings kam er nur auf acht Einsätze für Columbus. Im Sommer 2003 unterschrieb Manning schließlich einen Vertrag bei den Hamburg Freezers, für die er bis zur Saison 2009/10 in der Deutschen Eishockey Liga aufs Eis ging. Nach der Saison 2009/10 wurde bekannt, dass Manning im Gegenzug zu Garrett Festerling ab der Saison 2010/11 für die Hannover Scorpions spielt. Im Frühjahr 2012 beendete der Kanadier seine aktive Laufbahn.

## Erfolge und Auszeichnungen
- 2000 WCHA Third All-Star-Team
- 2001 WCHA Second All-Star-Team

## Karrierestatistik
(Legende zur Spielerstatistik: Sp oder GP = absolvierte Spiele; T oder G = erzielte Tore; V oder A = erzielte Assists; Pkt oder Pts = erzielte Scorerpunkte; SM oder PIM = erhaltene Strafminuten; +/− = Plus/Minus-Bilanz; PP = erzielte Überzahltore; SH = erzielte Unterzahltore; GW = erzielte Siegtore; 1 Play-downs/Relegation; Kursiv: Statistik nicht vollständig)